# Surcouf (U-Boot)
Der Unterseekreuzer Surcouf (N N 3) (benannt nach dem französischen Kaperkapitän Robert Surcouf) war das größte U-Boot der französischen Marine im Zweiten Weltkrieg und bis zur Einführung der Sen-Toku-Klasse der Kaiserlich Japanischen Marine auch das größte U-Boot der Welt.

## Konstruktive Merkmale
Das U-Boot war eine konventionelle Zweihüllenboot-Konstruktion mit Dieselmotoren von Sulzer für die Überwasserfahrt und Elektromotoren für die Tauchfahrt. Der Bootskörper war für Tauchtiefen bis 80 m ausgelegt. Die Alarmtauchzeit des U-Kreuzers war mit zwei Minuten sehr lang. Trotzdem galt die Surcouf für ihre Größe als schnell und beweglich.
Eine Besonderheit der Konstruktion war die Möglichkeit, ein Bordflugzeug mitzuführen. Im hinteren Bereich des Turmes befand sich ein druckfester Hangar, in dem ein Wasserflugzeug vom Typ Besson MB-411 untergebracht war. Das Flugzeug musste demontiert werden, um es in dem engen Hangar zu lagern. Der Zeitaufwand für das Ausladen und Montieren oder Demontieren und Einladen betrug jeweils etwa 30 Minuten.
Ursprünglich war die Mitnahme eines Motorbootes geplant. Das Boot hätte eine Reichweite von 70 Seemeilen und eine Geschwindigkeit von 18 Knoten gehabt und sollte der Artilleriebeobachtung dienen. Eine weitere Aufgabe wäre das Übersetzen von Prisenkommandos gewesen. Später wurde aber auf das Beiboot verzichtet.
Die Artillerie-Bewaffnung des leichtgepanzerten Bootes bestand aus zwei 203-mm-Geschützen in einem begrenzt schwenkbaren Zwillingsturm. Die Geschütze waren zweieinhalb Minuten nach dem Auftauchen feuerbereit und konnten mit einer Feuergeschwindigkeit von drei Schuss pro Minute schießen. Die größtmögliche Rohrerhöhung betrug 30°. Die Reichweite der Geschütze lag bei 27.500 m. Der Munitionsvorrat umfasste 600 Schuss. Ein Geschoss wog 123,2 kg. Die Feuerleitzentrale war mit einem 4-Meter-Raumbildentfernungsmesser mit einer Reichweite von 12.000 m ausgestattet.
Lediglich die britische M-Klasse hatte größere Deckgeschütze. Das Kaliber der Geschütze ist auf den Washingtoner Flottenvertrag von 1922 zurückzuführen, der für Schiffe, die keine Schlachtschiffe waren, eine Geschützbewaffnung von höchstens 203 mm erlaubte. Die Geschütze des U-Kreuzers waren vom selben Modell wie die Hauptbewaffnung der 10.000 ts großen französischen Washington-Kreuzer. Die Surcouf war die einzige U-Boot-Konstruktion nach dem Washingtoner Flottenvertrag, die das größte erlaubte Kaliber ausnutzte.
Die Flugabwehr des U-Bootes verfügte über zwei 37-mm-Flugabwehrkanonen in Einzellafetten und vier 13,2-mm-Maschinengewehre in Doppellafetten.
Die Torpedobewaffnung bestand aus acht 550-mm- und vier 400-mm-Torpedorohren. Vier 550-mm-Rohre befanden sich im Bug und waren intern nachladbar. Dazu kamen, wie bei französischen U-Booten dieser Zeit üblich, vier 550-mm- und vier 400-mm-Rohre in Vierfachsätzen (schwenkbar) außerhalb des Druckkörpers im mittleren und hinteren Teil des Bootes.
Die ausgeklappten Rohre behinderten die Trimmung des U-Bootes und vergrößerten den Strömungswiderstand. Auf diese Bauform konnte aber nicht verzichtet werden, da die Steuerungsautomatik der damaligen französischen Torpedos, insbesondere der 400-mm-Torpedos, sehr unzuverlässig war. Die Surcouf war das einzige französische U-Boot, das die externen Rohre auf hoher See ohne fremde Hilfe nachladen konnte.
Durch seine enorme Größe war der U-Kreuzer in der Lage, bis zu 40 Kriegsgefangene aufzunehmen. Die Surcouf war für den Kaperkrieg entsprechend dem Prisenrecht vorgesehen. Deshalb wurde Raum für die Besatzungen der aufzubringenden gegnerischen Schiffe eingeplant.
Die Surcouf war mit ihrer großen Reichweite, der schweren Bewaffnung, der hohen Geschwindigkeit und guten Manövrierbarkeit ein technisch erfolgreicher Entwurf. In der Praxis konnte sie aber ihre eigentliche Aufgabe, den Handelskrieg, nicht erfüllen, da es keine nennenswerte deutsche Hochsee-Handelsschifffahrt mehr gab.

## Geschichte
Während des Ersten Weltkriegs entwickelten die Deutschen die Konzeption eines U-Boot-Kreuzers. Auf dieser Konzeption basierte der Entwurf der Surcouf. Der Bau des Bootes wurde 1926 bewilligt. Einsatzziel des riesigen Entwurfes war die Störung der feindlichen Handelsschifffahrt. Ursprünglich waren zwei weitere U-Kreuzer dieser Größenordnung geplant. Dieses Projekt wurde aber nicht umgesetzt. Zwischen 1927 und 1934 wurde das Schiff auf der Marinewerft von Cherbourg (Arsenal de Cherbourg) gebaut.
Im Sommer 1940 konnte sich der U-Kreuzer dem deutschen Zugriff durch Flucht nach Plymouth in England entziehen. Nach dem Waffenstillstand zwischen Deutschland und Frankreich am 22. Juni 1940 enterten die Briten im Rahmen der Operation Grasp den U-Kreuzer am 3. Juli 1940. Bei der britischen Übernahme kam es zu einem Feuergefecht zwischen den Briten und der französischen Besatzung, das mehrere Todesopfer forderte. Die Briten stellten den U-Kreuzer später der freifranzösischen Marine unter General Charles de Gaulle zur Verfügung.
Am 24. Dezember 1941 nahm das Schiff maßgeblich an der kampflosen Übernahme der unter vichyfranzösischer Kontrolle stehenden Kolonie Saint-Pierre und Miquelon durch freifranzösische Streitkräfte teil. Die USA lehnten im Gegensatz zu Großbritannien derlei Einsätze der Freifranzosen ab, da die Vereinigten Staaten auch nach ihrem Kriegseintritt im Dezember 1941 die vichyfranzösische Regierung Frankreichs unter Marschall Henri Philippe Pétain diplomatisch anerkannten und die Freifranzosen vorerst offiziell ignorierten.
Anschließend fuhr die Surcouf nach Kanada. Nach einem Werftaufenthalt auf den britischen Bermudas ging die Surcouf am 18. Februar 1942 auf dem Marsch in die französische Kolonie Martinique infolge einer Kollision mit dem US-amerikanischen Frachter Thomson Lykes in der Nähe des Panamakanals verloren.
Alle 130 Seeleute (andere Schätzung: über 150) an Bord fanden bei dem Untergang den Tod. Dies ist die größte bisher verzeichnete Opferzahl bei einem Totalverlust eines U-Bootes. Der Untergang der Surcouf zählt neben den Verlusten der Thresher (1963, 129 Tote), Kursk (2000, 118 Tote), Scorpion (1968, 99 Tote), Thetis (1939, 99 Tote), K-129 (1968, 98 Tote) sowie der sogenannten Schlacht bei der Insel May (1918, 105 Tote) zu den schwersten Unfällen der U-Boot-Geschichte.